# Morti nel 2008/Giugno
| Questa pagina contiene informazioni ricavate automaticamente dalle voci biografiche con l'ausilio del template Bio e di un bot. L'aggiornamento è periodico e automatico e ricostruisce completamente la pagina. Se manca una persona in questa lista, sei pregato di non aggiungerla, ma accertati piuttosto che la sua voce biografica contenga il template Bio e che i dati anagrafici siano correttamente compilati. Se il template Bio manca, inseriscilo tu stesso o, in alternativa, metti l'avviso {{tmp\|Bio}} che ne segnala la mancanza. Se i dati riportati sono sbagliati, correggi direttamente la voce biografica; le modifiche saranno visibili in questa lista entro pochi giorni. Per chiarimenti vedi il progetto biografie. La lista contiene solo le 125 persone che sono citate nell'enciclopedia e per le quali è stato implementato correttamente il template Bio. Pagina aggiornata al 2 giu 2025. |

- 1º giugno - Raffaele Di Mario, attore italiano (n. 1927)
- 1º giugno - Maurizio Galli, vescovo cattolico italiano (n. 1936)
- 1º giugno - Alton Kelley, illustratore e grafico statunitense (n. 1940)
- 1º giugno - Yves Saint Laurent, stilista francese (n. 1936)
- 2 giugno - Bo Diddley, cantautore, chitarrista e compositore statunitense (n. 1928)
- 2 giugno - François Fejtő, giornalista e politologo ungherese (n. 1909)
- 2 giugno - Mel Ferrer, attore, regista e produttore cinematografico statunitense (n. 1917)
- 2 giugno - Hiroshi Inoue, entomologo giapponese (n. 1917)
- 2 giugno - Nodar Jorjik'ia, cestista sovietico (n. 1921)
- 2 giugno - Ken Naganuma, calciatore giapponese (n. 1930)
- 3 giugno - Mario Fioretti, direttore della fotografia italiano (n. 1924)
- 3 giugno - Grigorij Vasil'evič Romanov, politico sovietico (n. 1923)
- 4 giugno - Franz Kaspirek, calciatore austriaco (n. 1918)
- 4 giugno - Agata Mróz, pallavolista polacca (n. 1982)
- 4 giugno - Nino Porto, musicista, pittore e poeta italiano (n. 1912)
- 5 giugno - Achiel Bruneel, ciclista su strada e pistard belga (n. 1918)
- 5 giugno - Eugenio Montejo, poeta e saggista venezuelano (n. 1938)
- 5 giugno - Lea Ritter Santini, germanista, filologa e critica letteraria italiana (n. 1928)
- 6 giugno - Miroslav Danko, calciatore slovacco (n. 1924)
- 6 giugno - Saeko Himuro, scrittrice giapponese (n. 1957)
- 6 giugno - Marco Pittoni, carabiniere italiano (n. 1975)
- 6 giugno - Dwight White, giocatore di football americano statunitense (n. 1949)
- 6 giugno - Victor Wégria, calciatore belga (n. 1936)
- 7 giugno - Jimmy Bonthrone, allenatore di calcio e calciatore scozzese (n. 1929)
- 7 giugno - Mustafa Khalil, politico egiziano (n. 1920)
- 7 giugno - Jos Minsch, sciatore alpino svizzero (n. 1941)
- 7 giugno - Dino Risi, regista e sceneggiatore italiano (n. 1916)
- 7 giugno - Horst Skoff, tennista austriaco (n. 1968)
- 7 giugno - Erick Wujcik, autore di giochi e autore di videogiochi statunitense (n. 1951)
- 8 giugno - Florența Crăciunescu, discobola e pesista rumena (n. 1955)
- 8 giugno - Vladimiro Missaglia, fumettista, architetto e editore italiano (n. 1933)
- 8 giugno - Peter Rühmkorf, scrittore, poeta e drammaturgo tedesco (n. 1929)
- 8 giugno - Luigi Zanetti, ginnasta italiano (n. 1921)
- 9 giugno - Karen Asryan, scacchista armeno (n. 1980)
- 9 giugno - Algis Budrys, autore di fantascienza statunitense (n. 1931)
- 9 giugno - E. Alison Kay, ambientalista statunitense (n. 1928)
- 9 giugno - Pietro Mezzapesa, politico italiano (n. 1930)
- 10 giugno - Čyngyz Ajtmatov, scrittore kirghiso (n. 1928)
- 10 giugno - John Rauch, giocatore di football americano e allenatore di football americano statunitense (n. 1927)
- 11 giugno - Ove Andersson, pilota di rally e dirigente sportivo svedese (n. 1938)
- 11 giugno - Reid Bryson, geologo, meteorologo e climatologo statunitense (n. 1920)
- 11 giugno - Brian Budd, commentatore televisivo e calciatore canadese (n. 1952)
- 11 giugno - Jean Desailly, attore francese (n. 1920)
- 11 giugno - Adam Ledwoń, calciatore polacco (n. 1974)
- 11 giugno - Ignazio Piussi, alpinista italiano (n. 1935)
- 11 giugno - Võ Văn Kiệt, politico vietnamita (n. 1922)
- 12 giugno - Gunther Stent, chimico e biologo tedesco (n. 1924)
- 12 giugno - Ernesto Vichi, ingegnere italiano (n. 1924)
- 13 giugno - Tim Russert, giornalista, avvocato e conduttore televisivo statunitense (n. 1950)
- 14 giugno - Jamelão, cantante brasiliano (n. 1913)
- 14 giugno - Luciano Pigozzi, attore italiano (n. 1927)
- 14 giugno - Esbjörn Svensson, pianista svedese (n. 1964)
- 14 giugno - Werner Vetterli, pentatleta svizzero (n. 1929)
- 15 giugno - Franz Fliri, climatologo e geografo austriaco (n. 1918)
- 15 giugno - Jerry Fowler, cestista statunitense (n. 1927)
- 15 giugno - Ken Murray, cestista e allenatore di pallacanestro statunitense (n. 1928)
- 15 giugno - Stan Winston, truccatore e effettista statunitense (n. 1946)
- 16 giugno - Tom Compernolle, mezzofondista belga (n. 1975)
- 16 giugno - Henri Labussière, attore e doppiatore francese (n. 1921)
- 16 giugno - Gene Ollrich, cestista statunitense (n. 1922)
- 16 giugno - René Paul, schermidore britannico (n. 1921)
- 16 giugno - Mario Rigoni Stern, militare e scrittore italiano (n. 1921)
- 16 giugno - Ingvar Svahn, calciatore svedese (n. 1938)
- 17 giugno - Henry Beckman, attore canadese (n. 1921)
- 17 giugno - Cyd Charisse, ballerina e attrice statunitense (n. 1922)
- 17 giugno - Davey Lee, attore statunitense (n. 1924)
- 17 giugno - Tsutomu Miyazaki, serial killer giapponese (n. 1962)
- 18 giugno - Jean Delannoy, regista, sceneggiatore e montatore francese (n. 1908)
- 18 giugno - Miyuki Kanbe, modella, attrice e cantante giapponese (n. 1984)
- 19 giugno - David Caminer, informatico britannico (n. 1915)
- 19 giugno - Cheikh Fall, cestista senegalese (n. 1946)
- 19 giugno - Bennie Swain, cestista statunitense (n. 1933)
- 19 giugno - Giuseppe Unere, calciatore e allenatore di calcio italiano (n. 1946)
- 20 giugno - Carlo Pierangeli, cantante e attore italiano (n. 1928)
- 20 giugno - Jean-Pierre Thystère Tchicaya, politico della Repubblica del Congo (n. 1936)
- 21 giugno - Abdulah Gegić, allenatore di calcio e calciatore jugoslavo (n. 1924)
- 21 giugno - Scott Kalitta, pilota automobilistico statunitense (n. 1962)
- 21 giugno - Umberto Nordio, dirigente d'azienda italiano (n. 1919)
- 21 giugno - Marcello Pellegrini, ciclista su strada italiano (n. 1929)
- 21 giugno - Carlo Rivolta, attore e regista italiano (n. 1943)
- 21 giugno - Luciano Zagari, critico letterario e saggista italiano (n. 1928)
- 22 giugno - Natal'ja Petrovna Bechtereva, neuroscienziata e psicologa russa (n. 1924)
- 22 giugno - George Carlin, comico, attore e sceneggiatore statunitense (n. 1937)
- 22 giugno - Albert Cossery, scrittore egiziano (n. 1913)
- 22 giugno - Ramon Filippini, calciatore svedese (n. 1928)
- 22 giugno - Dody Goodman, attrice statunitense (n. 1914)
- 22 giugno - Klaus Michael Grüber, regista teatrale tedesco (n. 1941)
- 22 giugno - Ron Stitfall, calciatore gallese (n. 1925)
- 23 giugno - Claudio Capone, doppiatore, annunciatore televisivo e direttore del doppiaggio italiano (n. 1952)
- 23 giugno - Arthur Chung, politico e giudice guyanese (n. 1918)
- 23 giugno - Fabrizia Ramondino, scrittrice italiana (n. 1936)
- 24 giugno - Ruth Cardoso, antropologa e sociologa brasiliana (n. 1930)
- 24 giugno - Dino Crescentini, bobbista e pilota automobilistico sammarinese (n. 1947)
- 24 giugno - Leonid Hurwicz, economista statunitense (n. 1917)
- 24 giugno - Viktor Kuz'kin, hockeista su ghiaccio sovietico (n. 1940)
- 24 giugno - Phil Martin, cestista statunitense (n. 1928)
- 25 giugno - Gerard Batliner, politico liechtensteinese (n. 1928)
- 25 giugno - Antonio D'Inzillo, mafioso italiano (n. 1962)
- 25 giugno - Dwaine Dillard, cestista statunitense (n. 1949)
- 25 giugno - Vasilije Stojković, cestista, giornalista e dirigente sportivo jugoslavo (n. 1923)
- 26 giugno - Luisa Anguissola-Scotti, nobildonna italiana (n. 1903)
- 26 giugno - Piero Perin, scultore, medaglista e pittore italiano (n. 1924)
- 26 giugno - Lilyan Chauvin, attrice, regista e produttrice cinematografica statunitense (n. 1925)
- 27 giugno - Tilo Frey, politica svizzera (n. 1923)
- 27 giugno - Kalevi Heinänen, cestista finlandese (n. 1927)
- 27 giugno - Idolina Landolfi, scrittrice, traduttrice e critica letteraria italiana (n. 1958)
- 27 giugno - Roberto Eduardo Sosa, calciatore uruguaiano (n. 1935)
- 27 giugno - Michael Turner, fumettista statunitense (n. 1971)
- 28 giugno - Giancarlo Barigozzi, sassofonista, flautista e tecnico del suono italiano (n. 1930)
- 28 giugno - Irina Michailovna Baronova, ballerina russa (n. 1919)
- 28 giugno - Eva Belaise, nuotatrice italiana (n. 1927)
- 28 giugno - Douglas Bennett, canoista canadese (n. 1918)
- 28 giugno - John Bonetti, giocatore di poker statunitense (n. 1928)
- 28 giugno - Ruslana Koršunova, modella kazaka (n. 1987)
- 28 giugno - Nicolae Linca, pugile rumeno (n. 1929)
- 28 giugno - Stig Olin, attore, regista e cantante svedese (n. 1920)
- 28 giugno - Gregory Yong, arcivescovo cattolico malaysiano (n. 1925)
- 29 giugno - Hans Caninenberg, attore tedesco (n. 1913)
- 29 giugno - Goffredo Colombi, calciatore italiano (n. 1919)
- 29 giugno - Don S. Davis, attore statunitense (n. 1942)
- 29 giugno - Franco Prete, scrittore e poeta italiano (n. 1933)
- 29 giugno - Alberto Tassotti, fondista e combinatista nordico italiano (n. 1918)
- 29 giugno - Guido Zangari, giurista italiano (n. 1932)
- 30 giugno - Albert Depreitre, ciclista su strada belga (n. 1915)
- 30 giugno - Piero Maria Lugli, architetto italiano (n. 1923)